# Шалаури (Сачхерский муниципалитет)
Шалаури (груз. შალაური) — село в Грузии, на территории Сачхерского муниципалитета края (мхаре) Имеретия.

## География
Село находится в центральной части Грузии, в верховьях реки Лашуры (левый приток Квирилы), на расстоянии приблизительно 7 километров (по прямой) к юго-востоку от города Сачхере, административного центра муниципалитета. Абсолютная высота — 704 метра над уровнем моря.

## Население
По результатам официальной переписи населения 2014 года, в Шалаури проживало 147 человек (76 мужчин и 71 женщина). В национальной структуре населения грузины составляли 99,3 %, армяне — 0,7 %.
| Год  | Население, человек |
| ---- | ------------------ |
| 2002 | 182                |
| 2014 | ↘ 147              |